# Abel Baptista
Abel Baptista (Luanda, 28 november 1996) is een Belgisch-Angolees basketballer.

## Carrière
Baptista werd geboren in Angola maar verhuisde op jonge leeftijd naar België. Baptista speelde in de jeugd van Gembo Borgerhout en de Antwerp Giants. Van 2012 tot 2016 speelde hij voor de tweede ploeg van de Antwerp Giants maar kon niet doorstoten naar de eerste ploeg. Het seizoen 2016/17 speelde hij voor de tweede ploeg van BC Oostende. In het seizoen 2017/18 tekende hij bij eersteklasser Limburg United waarvoor hij negentien wedstrijden in de eerste klasse speelde.
Het seizoen erop speelde hij in de tweede klasse bij Fellows Ekeren. Hij speelde in het seizoen 2019/20 negen wedstrijden voor Liège Basket. In 2021 ging hij spelen voor de Duitse vierdeklasser BG Dorsten en daarna vanaf januari 2022 voor ETB Miners Essen. In 2022 tekende hij opnieuw bij de Antwerp Giants om uit te komen voor hun tweede ploeg in de tweede klasse.
In de zomer van 2024 ging hij spelen voor de Belgische tweedeklasser Basics Melsele.